# Hitel (közgazdaságtan)
A hitel egy olyan pénzügyi művelet, amelynek során a hitelező lemond az áru, szolgáltatás azonnali kifizetéséről, vagy közvetlenül pénzt ad az adósnak, aki a hitelszerződésben foglalt határidőre kifizeti a megállapodott összeget, azaz a tartozását.
Hitelt leggyakrabban bankok nyújtanak. A banki hitel jellegzetessége, hogy megszületésekor új pénz jön létre. Minden bank a hitelnyújtás során új pénzt hoz létre adósság formájában, a résztartalékos szabályozás (a jegybank hatásköre) alapján. Ez a pénz nem a banké, viszont a bank számára kamatot kell fizetni érte. A hitel visszafizetésekor a pénz megszűnik. Ezért a jelenlegi monetáris rendszer sajátossága, hogy működésének alapfeltétele, a folytonos gazdasági növekedés mellett (ami a kamat fedezetéhez szükséges), hogy a gazdasági szereplők jelentős hányada folyamatosan el legyen adósodva.
A hitel a pénzintézet által üzletszerűen (díjak, kamatok és egyéb költségek fejében) adott pénzösszeg, melyet az adós (az esetek túlnyomó többségében) részletekben köteles visszafizetni. Hitel igényelhető előre meghatározott céllal (áruvásárlás, ingatlanvásárlás), vagy cél nélkül (szabad felhasználás) is.

## Hitelügylet szereplői
A hitel felvevője sokszor nem egyetlen adós, hanem több cég vagy személy. Őket együttesen kötelezetteknek nevezzük.
Kötelezettek típusai:
- adós – övé a tartozás elsődlegesen
- adóstárs – a hitelfelvevő társa, leggyakrabban házastársa vagy családtagja, aki ugyanúgy felel a hitel visszafizetéséért, mint az adós
- kezes – ha az adósok nem fizetnek, a hitelező tőlük is követelheti a tartozás megfizetését
- dologi adós – olyan típusú kezes, aki nem felel az egész tartozásért, csak a tulajdonában lévő vagyontárgy vagy vagyontárgyak (az általa felajánlott fedezet) erejéig

Hitelezőnek nevezzük azt a magánszemélyt vagy céget, aki pénz, áru vagy szolgáltatási hitelt nyújt az adósnak. A hitelező a hitel nyújtásáért általában kamatot számít fel.

## Hitel fajtái

### Pénz hitelezése
Pénzt leggyakrabban a bankok hiteleznek, magánszemélyeknek vagy cégeknek. A magyar jogszabályok meghatározzák, hogy milyen keretek között, és mely pénzintézetek adhatnak hitelt kamatra. A pénz felhasználásának módját a hitelező ellenőrizheti, kikötheti (például csak lakásvásárlásra használható fel). A bank a szerződésben rögzített összeget készpénzben az adós rendelkezésére bocsátja, vagy jóváírja számláján. Ezek a hitelek lehetnek személyi hitelek vagy reálhitelek.
- Személyi hitelek esetén a bank mérlegeli az ügyfél pénzügyi helyzetét, és ettől teszi függővé a biztosíték igényét. A jó pénzügyi helyzetben lévő ügyfelek (magas fizetéssel rendelkező, nagy összegű lekötött pénze vagy kötvénye van a banknál stb.) esetében a bankok eltekinthetnek a vagyoni fedezet kikötésében, míg a gyengébb anyagi helyzetben lévőknél fedezetet köthetnek ki. Ez alapján három csoportra bonthatjuk:
  - Biankó hitelek, ahol a hitelező az adós üzleti lehetőségeit, feltételeit, fizetőképességét, bonitását és egyéb vagyoni feltételeit ismerve nem köt ki biztosítékot és kezességet. Ezen belül is megkülönböztethetünk három fő csoportot:
    - Üzemviteli hitelek: a vállalkozás működtetéséhez szükséges készletek, követelések finanszírozását szolgálják rövidtávon (például likviditási hitel), futamideje maximum 1 év.
    - Szezonális hitelek: a cég időszakos többlet pénzigényét szolgálják, a cash-flow kiegyenlítése a célja.
    - Kishitelek vagy fogyasztási hitelek: főként a lakossági fogyasztás finanszírozásának területén jelentős. Lehet egyéni hitel, mely pénzügyi gondot old meg a munkabérből és fizetésből élők esetében, vagy lehet árukészlet-hitel, mely a tartós fogyasztási cikkek vásárlásában segít.

  - Kezes hitelek: ezeket a hiteleket egy harmadik fél kezességvállalása mellett lehet igénybe venni. A felvett hitelért, az adós és a kezes egyetemlegesen felelnek. Két formája létezik:
    - Egyszerű kezességvállalás: a kezes akkor vállalja a fizetési kötelezettség teljesítését, ha az adós nem teljesíti azt.
    - Készfizetői kezességvállalás: ebben az esetben a kezes közvetlenül az adós helyett vállalja a kezes fizetés teljesítését.

  - Váltóleszámítolási hitelek: amennyiben a hitelező a váltó lejárta előtt (legkorábban 90 nappal, vagy azon belül) szeretne pénzéhez jutni, akkor a bank részére eladhatja a váltót (diszkontálás).
- Reálhiteleknél a bankok a hitelnyújtás időpontjában speciális vagyoni fedezetet kötnek ki. Ezek a következők lehetnek:
  - Kézizálog vagy lombardhitelek: ingóságok elzálogosításával lehet a hitelhez hozzájutni, a zálogtárgy a hitel fedezete. A hitel összegét a zálogtárgy minősége és mobilizálhatósága határozza meg. A zálog lehet értékpapír, életbiztosítási kötvény, áru, stb. A hitelnyújtás általában egy éven belüli.
  - Cessziós hitelek: az adós követelést engedményez a bank javára, mivel a bank megelőlegezi a számlakövetelést vagy annak egy részét.
  - Jelzáloghitel: hosszúlejáratú hitelezéskor alkalmazott ingatlanos hitelfedezet, ilyenkor a hitelfedezetet csak képletesen veszi zálogba a bank, mert a telekkönyvi hivatalnál tesz jelzálogbejegyzést.
- Közösségi kölcsön, p2p hitel: a kölcsönadók és kölcsönfelvevők között közvetlenül történő pénzkölcsönzés, a pénzügyi intézmény kihagyásával.
- Folyószámlahitel: a bankszámlához kapcsolódó fogyasztási hiteltermék, amely egyedi hitelkeret összeg erejéig a bankszámláról kifizetés teljesíthető. Ha a hitelcél megjelölése nélkül jön létre, akkor szabadon felhasználható.
- Refinanszírozási hitel: A hitel kondícióinak megváltoztatásakor jön létre, általában úgy, hogy a hitel átkerül egy másik intézménybe (kedvezőbb feltételekkel).
- Szindikált hitel: Nagy összegű hitel, amelynél egy bank egyedül nem tudja vagy nem akarja vállalni a kockázatot, ezért egy bankokból álló konzorcium, ú. n. szindikátus nyújtja a hitelt, ezáltal megosztva egymás között a kockázatot. Ugyan csak egy hitelszerződés jön létre, de az adós több hitelnyújtó intézetnek tartozik.[5]

### Áru hitelezése
Áru hitelezése esetén az áru az adós birtokába jut, és azt csak bizonyos idő elteltével kell kifizetnie.
Árut nem feltétlenül a tőkeerősebb cég hitelez a kevésbé tőkeerősnek: áruhitelezés az is, amikor egy szállító beszállítja egy nagyáruházba a termékeit, a nagyáruház pedig csak 90 nappal később fizet. (Ilyenkor szokás faktorálást alkalmazni, hogy a szállító azonnal a pénzéhez juthasson, és újra a termelésbe fektethesse be.)
Az áruhitelezéshez kapcsolódó speciális fogalom a váltó.

### Szolgáltatás hitelezése
Akkor beszélünk szolgáltatás hitelezéséről, ha a teljes ellenértéket a szolgáltató csak bizonyos idő múlva kapja meg a szolgáltatásért.

## Hitel futamideje
A futamidő a pénzintézettel kötött hitelszerződésben foglalt időtartam, amely alatt az adós köteles visszafizetni a felvett hitelt, annak minden díjával, kamatával és költségével együtt.
- Rövidlejáratú hitelek: felhasználása és visszafizetése 12 hónapon belüli
- Középlejáratú hitelek: 36-48 hónapot meg nem haladó hitelek
- Hosszúlejáratú hitelek: 36-48 hónapon túli hitelek

## Hitel fedezet
Többféleképpen is lehet csoportosítani a hiteleket. A legelső, alapvető csoportosítás a fedezet szerinti:

### Fedezettel biztosított hitel
Ebben az esetben a hitelező zálogjogot szerez az adós valamely ingó vagy ingatlan (ebben az esetben jelzálognak hívjuk) tulajdonára. Ha az adós nem fizet, akkor a hitelező érvényesítheti a zálogjogot a vagyontárgyra.
A vagyontárgy lehet ház, autó, gép stb. Leggyakrabban a fedezet éppen az a vagyontárgy, amelynek megvásárlásához a hitelt igénybe vették. Az olyan hitelt, amelynek fedezete (a tőkepiaci törvény alá tartozó) értékpapír, lombardhitelnek nevezik.

### Fedezet nélküli hitel
Ez az ún. biankóhitel, amikor a hitel visszafizetése személyes biztosítékokkal fedezett, amely lehet munkabér, vagy más, olyan korábbi pénzügyi kapcsolat, ami a hitelező kockázattűrő képessége az adós személyével kapcsolatban még elfogadható mértéket mutat. A visszafizetésért az adós a teljes vagyonával felel.

## Hitel költségei
- Biztosítási díj
- Előtörlesztési díj
- Garancia díj
- Hitelbírálati díj
- Kamat
  - Késedelmi kamat
- Kezelési költség
- Közvetítői díj
- Rendelkezésre tartási díj
- Számlavezetési díj

A hitelező egy bizonyos összeget, értéket ad át egy bizonyos időre az adósnak, akinek erre az időre kamatot és költségeket kell fizetnie. A kamatok és költségek mértékét Magyarországon az egységes Teljes Hiteldíj Mutató (THM) írja le.
Ha a THM 0, akkor kamat- és költségmentes hitelről beszélünk. Ilyen hitelt általában akkor nyújtanak, ha a cél az üzleti forgalom élénkítése, minél több vevő megszerzése.

## Jövedelemvizsgálat
Hiteligénylésnél a bank alaposan megvizsgálja a hiteligénylő jövedelmét, mint például a fizetését, egyéb bevételeit (pl. jutalékok, lakáskiadásból származó bevételek), vagy év végi bónuszát. A bank általában olyan jövedelmet fogad el, mely rendszeres munkaviszonyból származik. Ezeket az adatokat a hiteligénylőnek igazolnia kell a bank által előírt dokumentumokkal. A hiteligénylő általában nem kaphat hitelt, ha nem tud megfelelő mértékű és szabadon felhasználható jövedelmet igazolni.
A hitelezőnek azért van szüksége ilyen vizsgálatokra, hogy meggyőződjön az adós fizetőképességéről. Tehát mennyire valószínű, hogy a hiteligénylő visszafizeti a teljes tartozást. Amennyiben az adós korábban tartozást halmozott fel, úgy a hitelező vagy nem ad hitelt vagy sokkal rosszabb feltételekkel (pl. alacsony összeg).

## Önerő
Az önerő az ügyfél saját forrása a felvenni tervezett hitelen kívül. Általában ingatlan célú hiteleknél használjuk. Az önerő lehet készpénz, munkáltatói kölcsön, állami támogatás, bankbetét vagy lakástakarékpénztári megtakarítás, és ezek kombinációja is. Önerőnek nevezzük tkp. a vételár és a kölcsönösszeg közti különbséget. Építési hitel esetén a telek értéke, a már befejezett és kifizetett munkák is önerőnek számítanak. Továbbá az előre megvásárolt, az építkezés helyszínén tárolt, de még nem beépített anyagok is önerőnek minősülhetnek.
Az önerő megfizetése minden esetben meg kell, hogy előzze a kölcsön folyósítását. Az önerőt igazolnia kell a hitelkérőnek. (A hitelező figyelembe veheti, hogy pl. több éves szerződések esetén a hitel felhasználásának megkezdésekor még nem áll a hitelkérelmező rendelkezésére a teljes önerő, hanem a felhasználás ideje alatt folyamatosan áll majd rendelkezésére, pl. a bankszámlájára rendszeresen, igazolhatóan befolyó pénzösszeg formájában.)

## Saját erő
Olyan készpénz, amelyet nem más pénzintézettől vett fel, mint hitelt, hanem saját maga már rendelkezik vele. Nevezhetnénk “saját pénz”-nek is, de ezt így a bankvilág nem szokta használni.

## Elállási jog
Az ügyfélnek joga van a hitelszerződéstől elállni annak megkötése napjától számított 14 napon belül indoklás nélkül, ha a hitel folyósítására még nem került sor, illetve a szerződést díjmentesen felmondani, ha a hitelt már folyósították. A hitelfelvevő a nyilatkozat elküldését követően haladéktalanul, de legkésőbb 30 napon belül köteles a felvett hitelösszeget és a felszámítható hitelkamatot a hitelezőnek visszafizetni. Az elállási jog jelzálogszerződésekre nem vonatkozik.